# مکتب لس آنجلس
مکتب لس آنجلس (به انگلیسی: Los Angeles School) یک جنبش یا نهضت علمی است که در اواسط ۱۹۸۰ میلادی در دانشگاه کالیفرنیای جنوبی که بر تجزیه و تحلیل شهری در لس آنجلس، کالیفرنیا تمرکز دارد.

## تاریخچه
اولین هویت انتشاریافتهٔ مکتب لس آنجلس توسط مایک دیویس در تاریخ شهری مشهور خود –شهر کوارتز- لس آنجلس بود (۱۹۹۰). با توجه به دیویس، مدرسه به طور غیررسمی در اواسط ۱۹۸۰ میلادی است این انتشار یکی از انواع احداث شد زمانی که دانشمندان نئو مارکسیستی شروع به انتشار مجموعه‌ای از مقالات و کتاب به طور انحصاری با لس آنجلس کردند. در طول شکل گیری مدارس، دیویس با احتیاط تخمین زد که مدرسه حدود بیست نفر عضو دارد که از افراد جنوب کالیفرنیا و فراتر از آن هستند، به علاوهٔ برخی از اعضای ظاهراً ساکن در مناطق دور مانند فرانکفورت آلمان. بسیاری از کارهای انتشار یافته توسط اعضای مدرسهٔ لس آنجلس در طول دهه‌های ۱۹۸۰ و ۱۹۹۰ میلادی توجه بسیاری را به خود جلب کرده است. با این حال، در حالی که برخی از اعضای (به عنوان مثال: ادوارد سوجا و مایک دیویس) در نظریۀ شهری نام‌های مطرحی هستند، اما آگاهی کمی از مدرسه به خصوص در خارج از لس آنجلس وجود دارد. این موضع در سال ۱۹۹۸ میلادی، با انتشار مقاله‌ای توسط مایکل جی اسکات و استیون فلاستی تغییر کرد که به طور علنی پیرامون وجود یک مکتب شهری بحث می‌کند نظیر نظریه‌های گوناگون، مفاهیم، و آثار تجربی که می‌تواند با هم به استدلال جدید شهرسازی پست مدرن برسند. پس از انتشار دیر و فلاستی، دیر مکتب را محبوب کرد. با تولید مجموعه‌ای از مقالات و کتاب‌ها، از جمله یک جلد کامل ویرایش شده، مکتب لس آنجلس را با مکتب شیکاگو مقایسه کرد.
اگر چه بسیاری از آثار مکتب لس آنجلس در مطالعات شهری بسیار مورد مطالعه قرار می‌گیرد اما اعضای این مکتب در سالهای اخیر کاهش یافته است. در یک مهمانی بازنشستگی برای سوجا در سال ۲۰۰۸ که در آن بسیاری از اعضای حضور داشتند، تنها مایکل جی به نظر می مایل به ادامه کار مکتب بود. این وضعیت نشان دهنده اختلافات مفهومی بین اعضای مکتب و بین مایکل رسیدن و اعضای دیگر است.

## اسامی اعضا
هیچ لیست رسمی اعضای حاضر یا تاریخی از مکتب لس آنجلس شهرسازی وجود ندارد. برخی از متفکران که معمولاً اعضای مهمی هستند عبارتند از
- مایکل دیر
- مایک دیویس
- آلن جی اسکات
- ادوارد سوجا
- مایکل استاپر
- جنیفر ولچ

## ایده
مکتب لس آنجلس هیچ تعالیم رسمی ندارد، و تنوع زیادی در آثار اعضای مختلف آن وجود دارد. با این وجود، اثرات متعدد، تم‌ها، و مفاهیم که در بورس تحصیلی مکتب نسبتاً ثابت اند وجود دارند. شاید ویژگی اصلی این فک مکتب این باشد که تمرکز پایداری در لس آنجلس در هر دو کار تجربی و نظری وجود دارد، و اغلب با این ادعای اساسی که مکتب لس آنجلس شهر نمونهٔ آمریکایی در قرن ۲۰ و۲۱ است. بیش از این، مکتب لس آنجلس چالشی را به وجود آورده بود. در حالی که مکتب شیکاگو نظریه مدرنیستی شهرها را ارائه می‌دهد که بر اساس تلاش‌های اجتماعی برای فضای شهری می‌باشد، مکتب لس آنجلس دارای یک دیدگاه پست مدرنی است. در حالیکه تمام اعضای مکتب لس آنجلس پست مدرنیست نمی‌باشند (دیوید میلک) و در واقع مخالف این اصول هستند – تمرکز بر پست مدرنیسم برای بسیاری از اعضای مکتب که بر تئوری‌های مرتبط با پست مدرنیسم متکی هستند موضوعی اساسی است مثل بودریلارد، فوکالت، جیمسون ودریدا. شاخهٔ دیگری از مکتب لس آنجلس که توسط انتشارات استورپر و اسکات پیرامون تخصص – تراکم- نیروی محرک اقتصادی کلان شهر معاصر ارائه شده است. آثار اسکات و استوپر با آثار دیر و سوجا به دلیل تمرکز عمده بر دیدگاه پست فردیسم نسبت به پست مدرنیسم می‌باشد.

## نقد
برخی از انتقادات علیه مکتب لس آنجلس مطرح شده است. شاید مهم‌ترین نقدها شک گرایی در اهمیت واقعی مکتب در مورد ادعای خودش باشد. برای مثال، یک انتقاد این است که ادبیات آن گاهی اوقات به طرز فریب آمیزی یا استناد به آثار مهم دیگر در مسائل شهری است تا به خوانندگان این تصور را که مکتب لس آنجلس منحصر آزادتر- اصیل تر و مهم تر است را بدهد. . به طور خاص، برخی از منتقدان فکر می‌کنند که اهمیت معاصر مکتب شیکاگو که به طرز اغراق‌آمیزی توسط نظریه پردازان لس آنجلس که توجه کمی به مباحث پژوهشگرایانهٔ در دوره‌های نابودی مکتب شیکاگو و بروز مکتب لس آنجلس داشتند -بیان شده‌اند- مانند نظریه پردازان شهری مارکسیس مانند کستل- دیوید هاروی- هنری لفبوری. به طور مشابهی بسیاری از آثار مکتب لس آنجلس به دلیل ناهماهنگی و فقدان و روش تحقیق قابل توجه‌ای مورد انتقاد قرار گرفته‌اند. نقد نهایی ادعای مکتب لس آنجلس را که لس آنجلس می‌بایست الگوی پست مدرن شهر آمریکایی در نظر گرفته شود را مورد سؤال قرار می‌دهد. و دستاورد معین این نمود شهری در لس آنجلس با دیگر شهرهای آمریکاهماهنگ نمی‌باشد.